# Winthemia sinuata
Winthemia sinuata är en tvåvingeart som beskrevs av Henry J. Reinhard 1931. Winthemia sinuata ingår i släktet Winthemia och familjen parasitflugor. Inga underarter finns listade i Catalogue of Life.